# Arenivaga pumila
Arenivaga pumila (лат.) — вид песчаных тараканов-черепашек рода Arenivaga из семейства Corydiidae (или Polyphagidae). Обнаружены в Северной Америке: Мексика, штат Южная Нижняя Калифорния.

## Описание
Среднего размера тараканы овально-вытянутой формы: длина тела от 10,6 до 14,6 мм; наибольшая ширина тела (GW) от 4,9 до 7,0 мм; ширина пронотума (PW) около 4 мм; длина пронотума (PL) от 2,80 до 3,14 мм. Соотношение длины тела к его наибольшей ширине у голотипа = TL/GW 2,03. Основная окраска коричневая, одноцветная. Имеют по 2 коготка на лапках. Ноги средней и задней пары покрыты шипиками.
Питаются, предположительно, как и другие виды своего рода, микоризными грибами, листовым детритом пустынных кустарников и семенами, собранными млекопитающими. В надземных условиях живут только крылатые самцы (отличаются ярко выраженным половым диморфизмом: самки рода Arenivaga бескрылые, внешне напоминают мокриц). Вид был впервые описан в 2014 году американским энтомологом Хейди Хопкинсом (Heidi Hopkins). Название происходит от латинского слова, означающего «маленький» или «карликовый», из-за его небольшого размера.